# Kavaratti
Kavaratti là một thị trấn thống kê (census town) của quận Lakshadweep thuộc bang Lakshadweep, Ấn Độ.

## Địa lý
Kavaratti có vị trí 10°34′B 72°37′Đ / 10,57°B 72,62°Đ Nó có độ cao trung bình là 0 mét (0 feet).

## Nhân khẩu
Theo điều tra dân số năm 2001 của Ấn Độ, Kavaratti có dân số 10.113 người. Phái nam chiếm 55% tổng số dân và phái nữ chiếm 45%. Kavaratti có tỷ lệ 78% biết đọc biết viết, cao hơn tỷ lệ trung bình toàn quốc là 59,5%: tỷ lệ cho phái nam là 83%, và tỷ lệ cho phái nữ là 72%. Tại Kavaratti, 12% dân số nhỏ hơn 6 tuổi.